# 카테리나 스테파니디
카테리나 스테파니디(그리스어: Κατερίνα Στεφανίδη, 1990년 2월 4일~)는 그리스의 육상 선수로 주 종목은 장대높이뛰기이다. 

## 경력
2016년 하계 올림픽에서 여자 장대높이뛰기 종목 금메달을 획득했고 2012년 하계 올림픽과 2016년 하계 올림픽에 출전했다. 또한 세계 선수권 대회에서 금메달 1개, 동메달 1개, 세계 실내 선수권 대회 동메달 2개, 유럽 선수권 대회 금메달 2개, 은메달 2개, 유럽 실내 선수권 대회 금메달 1개, 은메달 1개를 획득했으며, 다이아몬드 리그에서 4번 우승했다. 
2017년 유럽 올해의 여자 선수, 2017년과 2019년 그리스 올해의 여자 선수로 선정되었다. 그리스 국가대표 선수로서 쌓은 성과로 그리스 스포츠 역사상 가장 위대한 여자 선수 중 한 명으로 잘 알려져 있다.